# Kanchenjungha
Kanchenjungha (Bengalisch: কাঞ্চনজঙ্ঘা, Kāñcanjaṅghā, Kanchanjangha) ist ein indischer Spielfilm von Satyajit Ray aus dem Jahr 1962.

## Handlung
Es ist der letzte Tag des Urlaubs einer reichen Industriellenfamilie aus Kolkata in Darjeeling. Die Aussicht auf den Kanchanjangha ist noch immer wolkenverhangen. Die jüngere Tochter Monisha soll nach der Vorstellung des patriarchischen Familienoberhaupts Indranath Choudhury den Auslandsinder und Geschäftsmann Banerjee heiraten. Damit die letzte Chance auf einen offiziellen Heiratsantrag von Banerjee nicht verstreicht, bemüht sich die Familie, die beiden ungestört sich kennenlernen zu lassen. Die ältere Tochter Anima ist seit 10 Jahren unglücklich mit dem notorischen Spieler Sankar verheiratet und hat eine sechsjährige Tochter Tuklu. Schwager und Sohn des Patriarchen vergnügen sich mit ihren Hobbys – Ornithologie der eine, Fotografie und schöne Frauen der andere. Hinzu kommt der Mittzwanziger Ashok aus Kolkata mit seinem Onkel, der ihm einen Job bei Choudhury vermitteln will. Die Handlung spielt sich ausschließlich auf dem Bhanu Bhakta Sarani Rundweg und The Mall in Darjeeling ab.
Hauptsächlich paarweise und in verschiedenen Konstellationen sind sie in Gesprächen verwickelt, die parallel zueinander stattfinden. Hierbei flanieren sie durch die Fußgängerbereiche Darjilings.
Die Gespräche zwischen Banerjee und Monisha sind ein Frage-und-Antwort-Spiel zum Austausch der jeweiligen grundsätzlichen Vorstellungen über eine Ehe und die Lebenseinstellung. Die Unterhaltung ist ein einseitiges Fragen durch Banerjee und ein distanziert-höfliches, jedoch ostentativ uninteressiertes Antworten durch Monisha. Die Konversation der beiden wird mehrfach unterbrochen durch Unterhaltungen zwischen Ashok und Monisha, wo die Situation fast umgekehrt ist. Ihr Interesse ist deutlich und sie stellt ihm frei heraus Fragen, er ist jedoch durch ihren höheren Status zunächst etwas eingeschüchtert.
Im Kontrast hierzu steht die Diskussion zwischen Anima und ihrem Mann Sankar. Er offenbart ihr, von ihrer Affäre zu wissen, die bereits vor der Ehe begann, und stellt sie zur Rede. Als sie ihm andeutet, dass der Grund hierfür Liebe ist, fragt er, weshalb sie ihn geheiratet habe. Antwort: Niemand hat sich jemals gegen Vaters Wünsche gestellt. Er bietet ihr die Scheidung an.
Nebel zieht die Berghänge von Darjeeling herauf. Ein Dudelsackorchester in Schottenkleidung und mit Trommeln spielt auf The Mall.
Choudhury trifft auf Ashok. Sie geraten in ein Gespräch, das mehr einem monologartigen Vortrag Choudhurys über individuelle Eigenverantwortung gleicht. Er zeigt sich entschieden anglophil und preist die Beiträge der Briten für das Land am Beispiele Darjeelings, das zuvor nur ein Lepcha-Dorf war. Selbst imitiert er alles Britische, um sich durch zur Schau gestellten Stil von niederklassigeren Indern abzuheben. Einen gut bezahlten Job, den Choudhury Ashok auf Bitten dessen Onkels anbietet, lehnt Ashok ab, obwohl er ihn dringend brauchen würde. Choudhury ist gekränkt, da er Widerspruch nicht kennt.
Monishas Mutter Labanya lässt dieser über ihren Onkel, den Ornithologen Jagadish, ausrichten, dass sie nicht unter Zwang stehe und selbst nach ihrer inneren Überzeugung entscheiden soll. Ashok bemängelt Monishas aristokratische Oberflächlichkeit und offensichtlich falsche Höflichkeit. Er beeindruckt sie mit der Tatsache, dass „Charity“-Angebot von Monishas Vater ausgeschlagen zu haben.
Banerjee gibt seine Versuche auf mit dem Hinweis, sie solle kommen, wenn sie der Überzeugung ist, dass Sicherheit wichtiger ist als Liebe und dass Liebe später aus dem Gefühl der Sicherheit heraus wachsen kann; jetzt sei sie frei.
Anima will wegen der gemeinsamen Tochter keine Scheidung und bietet zur Rettung ihrer Ehe an, ihre Liebesbeziehung aufzugeben. Sie einigt sich mit Sankar auf ein Fortbestehen der Vernunftehe.
Monisha lädt Ashok ein, sie in Kolkata zu besuchen. Ihre Zuneigung ist echt. Choudhury bekommt diese Szene mit. Er merkt, dass sein Plan nicht aufging, ist jedoch unsicher, was er hiervon zu halten hat.
Das Kanchanjangha-Massiv taucht aus den Wolken auf.

## Hintergrund
Kanchenjungha ist der erste Farbfilm Satyajit Rays. Der Film ist stark symbolistisch geprägt und streng strukturiert. Er handelt wie ein klassisches einaktiges Drama an nur einem Tag und einem Ort. Es gibt keine zentrale Figur und im Mittelpunkt steht keine Handlung, sondern die teils philosophisch-intellektuell reflektierenden Dialoge. Mit diesem Autorenfilm spürt man die Affinität Rays zum europäischen Kino. Themen und Stil der (später entstandenen) Ehedramen Ingmar Bergmans ähneln diesem Film.